# Rhyacophila meridionalis
Rhyacophila meridionalis är en nattsländeart som beskrevs av Francois Jules Pictet de la Rive 1865. Rhyacophila meridionalis ingår i släktet Rhyacophila och familjen rovnattsländor. Inga underarter finns listade i Catalogue of Life.